# Cal Xicorrei
Cal Xicorrei, conegut popularment com a Can Pratmarsó, és un edifici del municipi de Centelles (Osona) inclòs a l'Inventari del Patrimoni Arquitectònic Català.

## L'edifici
És un casal de grans dimensions, de planta baixa i dos pisos. L'edificació d'aquest gran casal no és un fenomen aïllat sinó que respon a un procés urbanístic que s'estén entre el final del segle xix i el començament del XX, en què les cases residencials de famílies ben acomodades es van situar al voltant del nucli antic. Cal destacar-ne dos grans portals a la planta baixa, treballats amb pedra. Un és datat l'any 1881. Presenta també cinc finestrals amb reixa.
Damunt cada portal i finestral hi ha balcons amb ferro forjat i, superposats a aquests, en el segon pis, hi ha cinc finestres. Totes les cantoneres són de carreus de pedra treballada. La disposició de les obertures és molt uniforme. A la façana lateral dreta hi ha annexionada una tribuna amb funcions d'eixida.

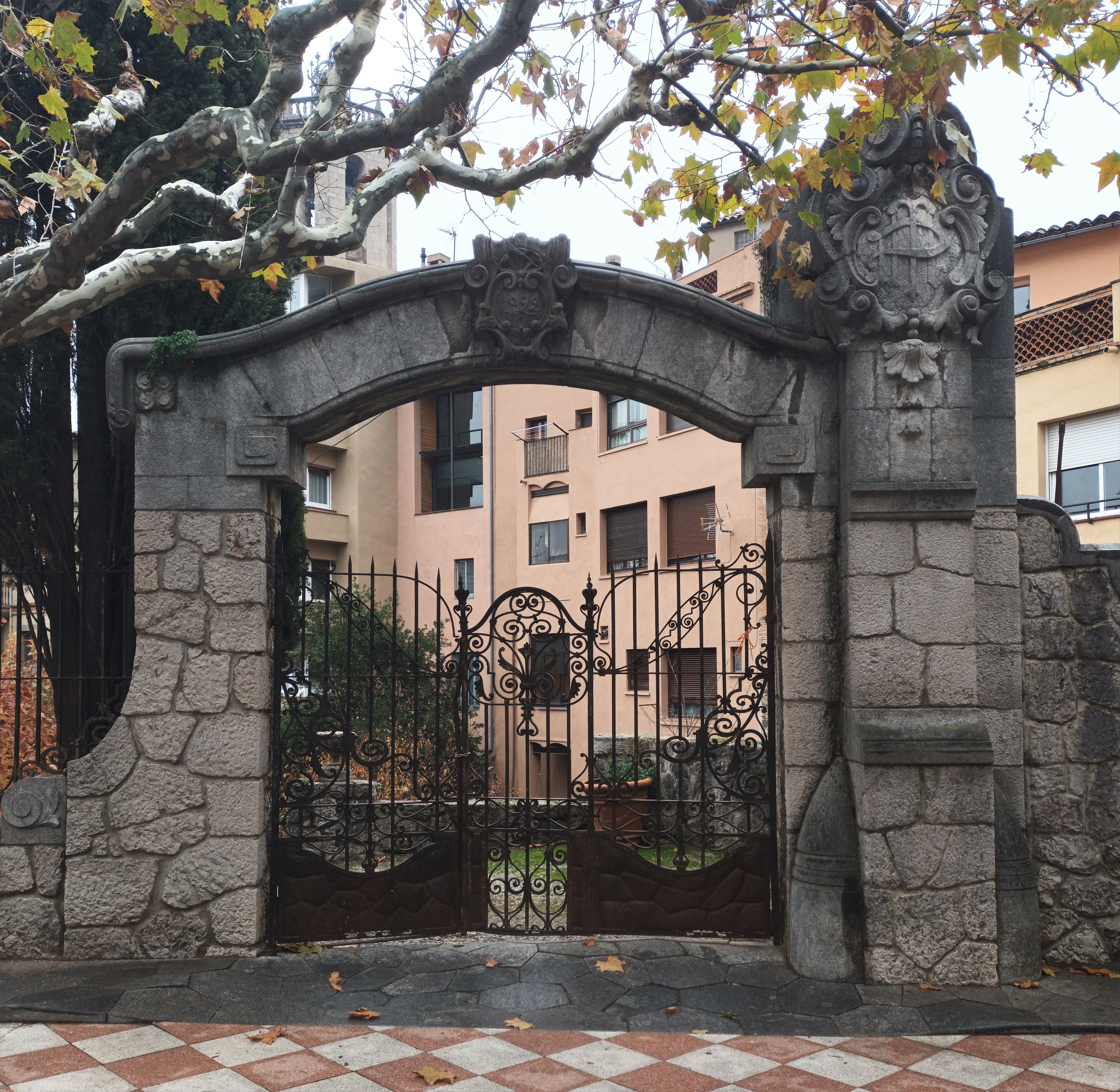
Portal modernista dels jardins de Can Pratmarsó, al Passeig, obra de Joaquim Raspall del 1922

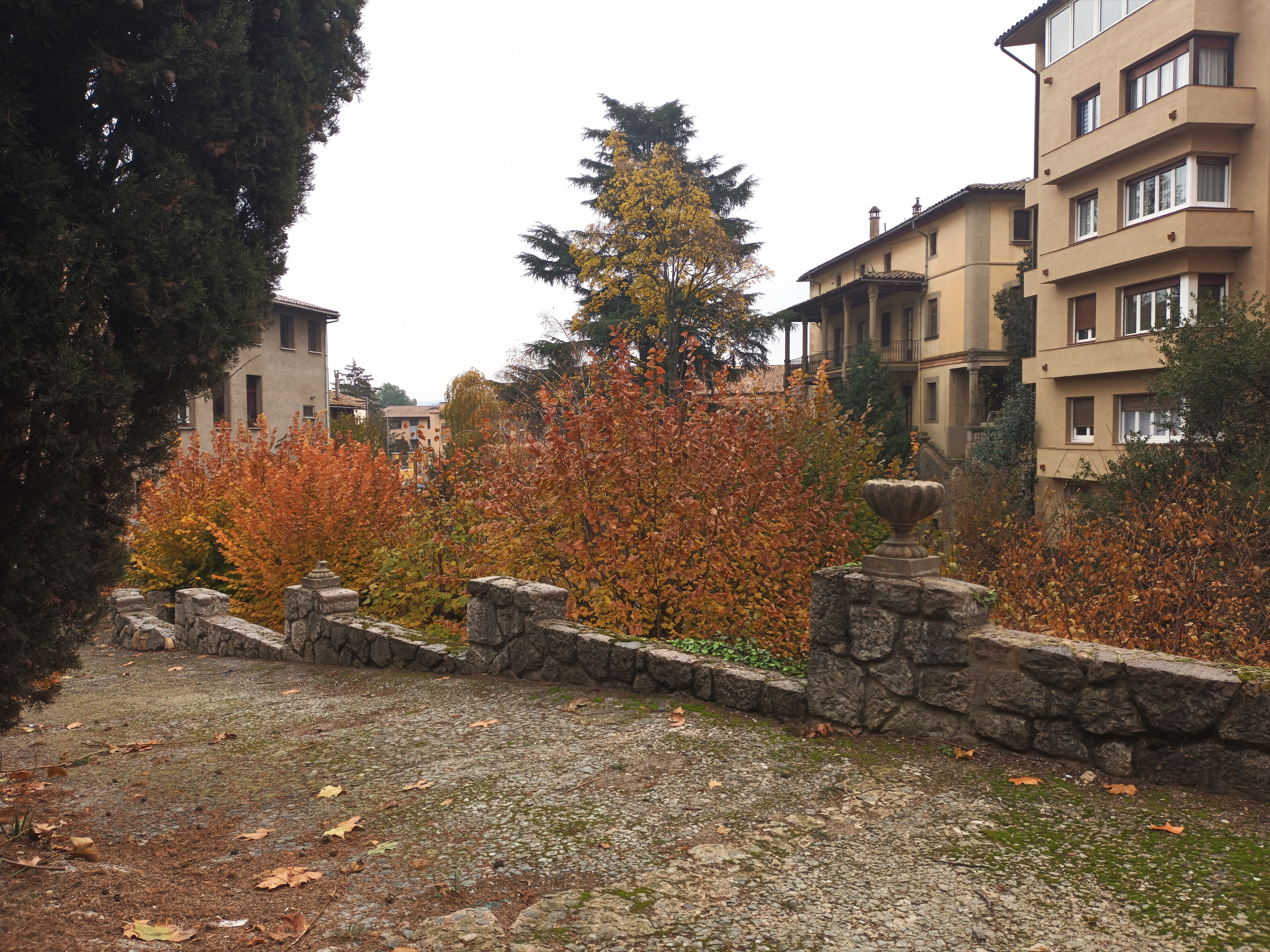
Arrencada del pont de Can Pratmarsó, que comunica la casa amb els jardins del Passeig

## Els jardins
La finca ocupa una gran superfície dins la qual circula una riera. La tanca exterior dels jardins, situada a l'altre costat d'aquesta riera amb façana al passeig de Centelles, està formada per una reixa i un portal modernistes realitzats per Joaquim Raspall quan va urbanitzar la zona del Passeig.
Del conjunt destaca la gran portalada amb arc rebaixat i un escut a la dovella central, amb la dovella datada el 1922. Al brancal dret també hi ha un escut de Catalunya. En aquesta portalada hi ha unes portes de ferro forjat amb motius circulars.
Al costat, i amb base de pedres irregulars, hi ha una reixa de ferro forjat d'uns 70 cm amb diferents pronunciacions de ferro forjat treballat.

## El pont
La part posterior de la casa està unida amb la zona enjardinada mitjançant un pont interior de petites dimensions (5 m de llargada x 1 m d'amplada, aproximadament) que permet la sortida al carrer de Jesús i al Passeig, tot salvant el petit rierol que hi passa. El pont és inclòs també dins l'Inventari del Patrimoni Arquitectònic Català.
A banda i banda hi ha dues estructures rectangulars de pedra escapçada molt ben disposada que formen els portants del pont. Unint aquests portants i formant-ne la base, hi ha una estructura rebaixada de pedra treballada. Unes reixes de ferro forjat formen els laterals en forma de baranes.
Tot fa pensar que la casa és anterior a l'edificació del pont. L'estil i les estructures semblen datar-ne la construcció posteriorment, si bé amb un lapse de temps mínim.